# Fran (handebolista)
Francielle Gomes da Rocha, conhecida como Fran (Almenara, 10 de junho de 1992) é uma jogadora brasileira de handebol, que atua como armadora central.

## Trajetória esportiva
Fran nasceu em Almenara mas foi criada em Campo Belo, Minas Gerais. Começou praticando basquete, e foi por influência da irmã que acabou no handebol. Tinha 13 anos e treinava na quadra da Escola Estadual Miguel Rogana e depois atuou na Praça de Esportes de Monte Belo.
Foi medalha de ouro nos Jogos Pan-Americanos de 2015 em Toronto.
Integrou a seleção brasileira nos Jogos Olímpicos de Verão de 2016 no Rio de Janeiro, obtendo a quinta posição.
Atua como armadora central e jogou pelo clube Guarulhos de 2007 a maio de 2013. Hypo NÖ (Áustria) 2013 a 2015, retornou a equipe de Guarulhos em 2015 até 2018. Atualmente atua pelo Esporte Clube Pinheiros.

### Títulos
Campeonatos pela equipe de Guarulhos
- Campeã paulista cadete 2007
- Vice-campeã juvenil paulista 2007, 2008
- Tricampeã paulista junior 2009, 2010, 2011
- Vice-campeã junior 2012
- 3º no Campeonato Brasileiro de Clubes Junior 2012
- 2° no Campeonato Paulista 2016 e 2018

Campeonatos pelo Hypo NÖ (Áustria)
- Campeã do Campeonato Austríaco 2013/2014, 2014/2015
- Campeã da Copa da Áustria 2013/2014, 2014/2015
- Participação na Champions League 2013/2014, 2014/2015
- Participação na Winner's Cup 2013/2014, 2014/2015

Campeonatos pela Seleção Brasileira
- 3º Mundialito Juvenil 2009
- 3º Olimpíadas da Juventude Singapura 2010 (primeira medalha olímpica do handebol brasileiro)
- Campeã pan-americana cadete 2008, junior 2012, adulta 2013
- Participação no Mundial Juvenil 2010, Junior 2012, Adulto 2015
- Campeã sul-americana adulta 2013
- Campeã dos Jogos Pan-Amaricanos de Toronto 2015
- Campeã dos Jogos Sul-Americanos Cochabamba 2018
- Participação nos Jogos Olímpicos do Rio de Janeiro 2016